# جاك سبنسر (لاعب دوري الرغبي أسترالي)
جاك سبنسر (بالإنجليزية: Jack Spencer)‏ هو لاعب دوري الرغبي أسترالي، ولد في 21 ديسمبر 1990.